# Toundja (obchtina)
Toundja (bulgare : Тунджа) est une obchtina de l'oblast de Yambol en Bulgarie.

## Démographie
Elle couvre 44 villages et sa population totale était de 27 225 habitants en 2005.